# NCSM Burlington (J250)
Le NCSM Burlington (pennant number J250) (ou en anglais HMCS Burlington) est un dragueur de mines de la Classe Bangor lancé pour la Marine royale canadienne (MRC) et qui a servi pendant la Seconde Guerre mondiale.

## Conception
Le Burlington est commandé dans le cadre du programme de la classe Bangor de 1939-40 pour le chantier naval de Dufferin Shipbuilding Company de Toronto en Ontario au Canada. La pose de la quille est effectuée le 4 juillet 1940, le Burlington est lancé le 23 novembre 1940 et mis en service le 6 septembre 1941.
La classe Bangor doit initialement être un modèle réduit de dragueur de mines de la classe Halcyon au service de la Royal Navy,. La propulsion de ces navires est assurée par trois types de motorisation : moteur diesel, moteur à vapeur à pistons et turbine à vapeur. Cependant, en raison de la difficulté à se procurer des moteurs diesel, la version diesel a été réalisée en petit nombre.
Les dragueurs de mines de classe Bangor version canadienne déplacent 683 tonnes en charge normale. Afin de pouvoir loger les chaufferies, ce navire possède des dimensions plus grandes que les premières versions à moteur diesel avec une longueur totale de 54,9 mètres, une largeur de 8,7 mètres et un tirant d'eau de 2,51 mètres. Ce navire est propulsé par deux moteurs alternatifs verticaux à triple détente alimentés par deux chaudières à tubes d'eau à trois tambours Admiralty et entraînant deux arbres d'hélices. Le moteur développe une puissance de 2 400 chevaux-vapeur (1 790 kW) et atteint une vitesse maximale de 16 nœuds (30 km/h).
Leur manque de taille donne aux navires de cette classe de faibles capacités de manœuvre en mer, qui seraient même pires que celles des corvettes de la classe Flower. Les versions à moteur diesel sont considérées comme ayant de moins bonnes caractéristiques de maniabilité que les variantes à moteur alternatif à faible vitesse. Leur faible tirant d'eau les rende instables et leurs coques courtes ont tendance à enfourner la proue lorsqu'ils sont utilisés en mer de face.
Les navires de la classe Bangor sont également considérés comme exiguës pour les membres d'équipage, entassant 6 officiers et 77 matelots dans un navire initialement prévu pour un total de 40.

## Histoire

### Seconde Guerre mondiale
Le Burlington est mis en service dans la Marine royale du Canada le 6 septembre 1941 à Toronto. Il arrive à Halifax, en Nouvelle-Écosse, en septembre 1941 et fait partie de la force locale jusqu'en mars 1942, lorsque le Burlington est transféré à la Western Local Escort Force (WLEF) (Force d'escorte locale de l'Ouest) en tant qu'escorte de convoi dans la bataille de l'Atlantique.
Dans la nuit du 11 au 12 janvier 1942, le SS Cyclops est torpillé par le sous-marin (U-Boot) allemand U-123 à 201 kilomètres au Sud-Est de l'île du Cap de Sable. Le Burlington et son navire-jumeau (sister ship) Red Deer (J255) sont envoyés pour aider les sinistrés. Pendant que le Red Deer aide les survivants, le Burlington cherche sans succès le sous-marin.
En mai 1942, le Burlington est réaffecté à la Gulf Escort Force, qui escorte les convois dans le golfe du Saint-Laurent. Le Burlington, avec la corvette Arrowhead (K145) et le navire-jumeau Medicine Hat (J256), escortent le premier convoi Québec-Sydney QS 1, dans le golfe. Après la fermeture du fleuve et du golfe du Saint-Laurent à la navigation en septembre, à la suite d'une série d'attaques réussies par des U-Boote, un convoi spécial, composé de douze marchands est escorté par le Burlington et le Red Deer, navigue de Sydney à Québec. Le convoi évite les principales voies de navigation et arrive à bon port. La réussite de ce convoi et de sa suite donne à la Marine royale du Canada la confiance nécessaire pour rouvrir le golfe à la marine marchande en octobre. Le 21 octobre, le convoi SQ 43 est repéré par le U-43 à l'Ouest de Cap-Chat, au Québec. Le convoi est escorté par le Burlington, le Gananoque (J259) et deux vedettes à moteur (Motor Launch) Fairmile. Le sous-marin est endommagé lors d'une contre-attaque du Gananoque et doit interrompre son attaque. Le 6 novembre, le Burlington est envoyé à la recherche d'un U-Boot qui a débarqué un agent de l'Abwehr au Québec. L'agent est capturé mais le sous-marin n'est pas intercepté.
En décembre 1942, le Burlington entame un réaménagement qui se fait au coup par coup à Halifax, Lunenburg (Nouvelle-Écosse) et Dartmouth (Nouvelle-Écosse) et qui n'est achevé qu'en mai 1943. Après avoir été remis en état, le Burlington est réaffecté à la WLEF, rejoignant le groupe d'escorte de convoi W-9. Le Burlington reste avec le groupe jusqu'en février 1944, date à laquelle il est transféré à la Halifax Local Defence Force (Force de défense locale de Halifax) en tant que patrouilleur et escorteur local.
En octobre 1944, le Burlington se joint à la Newfoundland Force opérant depuis Saint-Jean de Terre-Neuve, et reste avec l'unité jusqu'au 8 juin 1945, date à laquelle elle est dissoute. Le dragueur de mines est ensuite affecté à diverses tâches jusqu'à ce qu'il soit désarmé le 30 octobre 1945.

### Après-guerre
Après la guerre, le dragueur de mines est vendu à T. Harris du New Jersey en 1946 et démantelé pour la ferraille,,

### Honneurs de bataille
- Atlantic 1943-45
- Normandy 1944

### Participation auxconvois
Le Burlington a navigué avec les convois suivants au cours de sa carrière:
1. Convoi HX 166
2. Convoi HX 246
3. Convoi HX 264
4. Convoi HX 275
5. Convoi HX 310
6. Convoi ON 188
7. Convoi ON 191
8. Convoi ON 206
9. Convoi ON 215
10. Convoi ON 217
11. Convoi ON 220
12. Convoi ONS 14
13. Convoi ONS 17
14. Convoi ONS 19
15. Convoi SC 65
16. Convoi SC 138
17. Convoi SC 141
18. Convoi SC 143
19. Convoi XB 68
20. Convoi XB 74

### Commandement
- Lieutenant Commander (Lt.Cdr.) William John Fricker (RCN) du 6 septembre 1941 à 1er mai 1942
- Lieutenant (Lt.) Matthew Russell (RCNR) du 2 mai 1942 au 31 décembre 1943
- Skipper/Lieutenant (Skpr/Lt.) Joseph Bernard Cooper (RCNR) du 1er janvier 1944 au 22 janvier 1944
- Lieutenant (Lt.) J.W. Golby (RCNVR) du 23 janvier 1944 au 6 février 1944
- Lieutenant (Lt.) J.M. Richardson (RCNVR) du 7 février 1944 au 3 janvier 1945
- Lieutenant (Lt.) Kenneth Guy Clark (RCNVR) du 3 janvier 1945 au 6 mai 1945
- Lieutenant (Lt.) Peter Parnell Jefferies (RCNVR) du 7 mai 1945 au 12 août 1945
- Lieutenant (Lt.) S.W. McEvenue (RCNVR) du 13 août 1945 au 4 septembre 1945
- Skipper/Lieutenant (Skpr/Lt.) J.E. Vezina (RCNR) du ? au ?

Notes:
RCN: Royal Canadian Navy
RCNR: Royal Canadian Naval Reserve
RCNVR: Royal Canadian Naval Volunteer Reserve 